# 2021년 상무 피닉스 야구단 시즌
2021년 상무 피닉스 야구단 시즌은 상무 야구단이 KBO 퓨처스리그에 참가한 21번째 시즌이다. 박치왕 감독이 팀을 이끌었다. 팀은 남부리그 6팀 중 1위에 올라 10년 연속으로 리그 우승을 차지했으며, 전체 11팀 중 승률 2위를 기록했다.

## 타이틀
- 타율: 서호철 (0.388)
- 타석: 김태근 (367)
- 타수: 김태근 (310)
- 득점: 김태근 (80)
- 안타: 서호철 (97)
- 사구: 김태근 (11)
- 장타율: 오영수 (0.537)
- 평균자책점: 최성영 (2.88)
- 다승: 박윤철 (10)
- 승률: 박윤철 (0.769)
- 탈삼진: 박윤철 (100)
- 최소 피안타: 최성영 (49)
- 최소 사구: 박신지 (1)
- 최소 실점: 최성영 (23)
- 최소 자책점: 최성영 (22)
- 남부리그 최소 삼진: 서호철 (28)
- 남부리그 홀드: 손동현 (9)
- 남부리그 최소 볼넷 허용: 최성영 (23)

## 선수단
- 선발투수 : 박윤철, 박신지, 최성영, 김기훈, 최하늘
- 구원투수 : 손동현, 김주한, 전사민, 강정현, 이원준, 김정우, 백승건, 정성곤, 배재환
- 마무리투수 : 김민, 김재균
- 포수 : 전경원, 김형준, 고성민
- 내야수 : 서호철, 오영수, 변우혁, 이유찬, 공민규, 최준우, 홍종표, 류승현
- 외야수 : 김태근, 김성욱, 윤정빈, 임병욱

## 같이 보기
- 2022년 상무 피닉스 야구단 시즌